# Brooks tjitjak
Brooks tjitjak (Hemidactylus brookii), ook wel Brooks huisgekko genoemd, is een hagedis die behoort tot de gekko's (Gekkota) en de familie Gekkonidae.

## Naam en indeling
De wetenschappelijke naam van de soort werd voor het eerst voorgesteld door John Edward Gray in 1845. Oorspronkelijk werd de naam Hemidactylus Brookii gebruikt. De soortaanduiding brookii is een eerbetoon aan Sir James Brooke (1803 – 1868).

## Uiterlijke kenmerken
De kleur is oranje-bruin met zwarte vlekkenpatronen, meestal in rijen op de rug en flank, een korte staart met stekel-achtige bultjes aan de staartwortel en op de flanken. De lengte is ongeveer 15 centimeter inclusief de staart. De staart is gebandeerd en over het hele lijf zijn kleine, witte vlekjes aanwezig. De ogen hebben een oranjebruine kleur iris. De hechtlamellen onder de tenen zijn niet zichtbaar maar wel aanwezig, zoals bij alle halfvingergekko's. De mannetjes kunnen van de vrouwtjes onderscheiden worden doordat mannetjes een iets dikkere staartwortel hebben.

## Verspreiding en habitat
Het verspreidingsgebied van deze succesvolle soort is erg groot: de gekko komt voor in delen van Azië, Zuid-Amerika en westelijk Afrika. De soort is gevonden in de landen Mauritanië, Senegal, Togo, Kaapverdië, Tanzania, Gambia, Congo-Kinshasa, Ghana, Eritrea, Ethiopië, Mali, Centraal-Afrikaanse Republiek, Ivoorkust, Kameroen, Soedan, Comoren, Thailand, Maldiven, Maleisië, Hongkong, Filipijnen, Sri Lanka, Myanmar, Pakistan, Bangladesh, Nepal, Indonesië, Mascarenen, Seychellen, Mexico, Honduras, Haïti, Antillen, Cuba, Hispaniola, Puerto Rico, Port-au-Prince, Trinidad en Colombia. Opmerkelijk is dat deze oorspronkelijk Afrikaanse gekko zich al in Amerika gevestigd had voor er mensen arriveerden, wat doet vermoeden dat het dier op een boomstam van het ene naar het andere continent is gedobberd. Dit is ook bekend van de 'gewone' huisgekko (Hemidactylus mabouia).

## Levenswijze

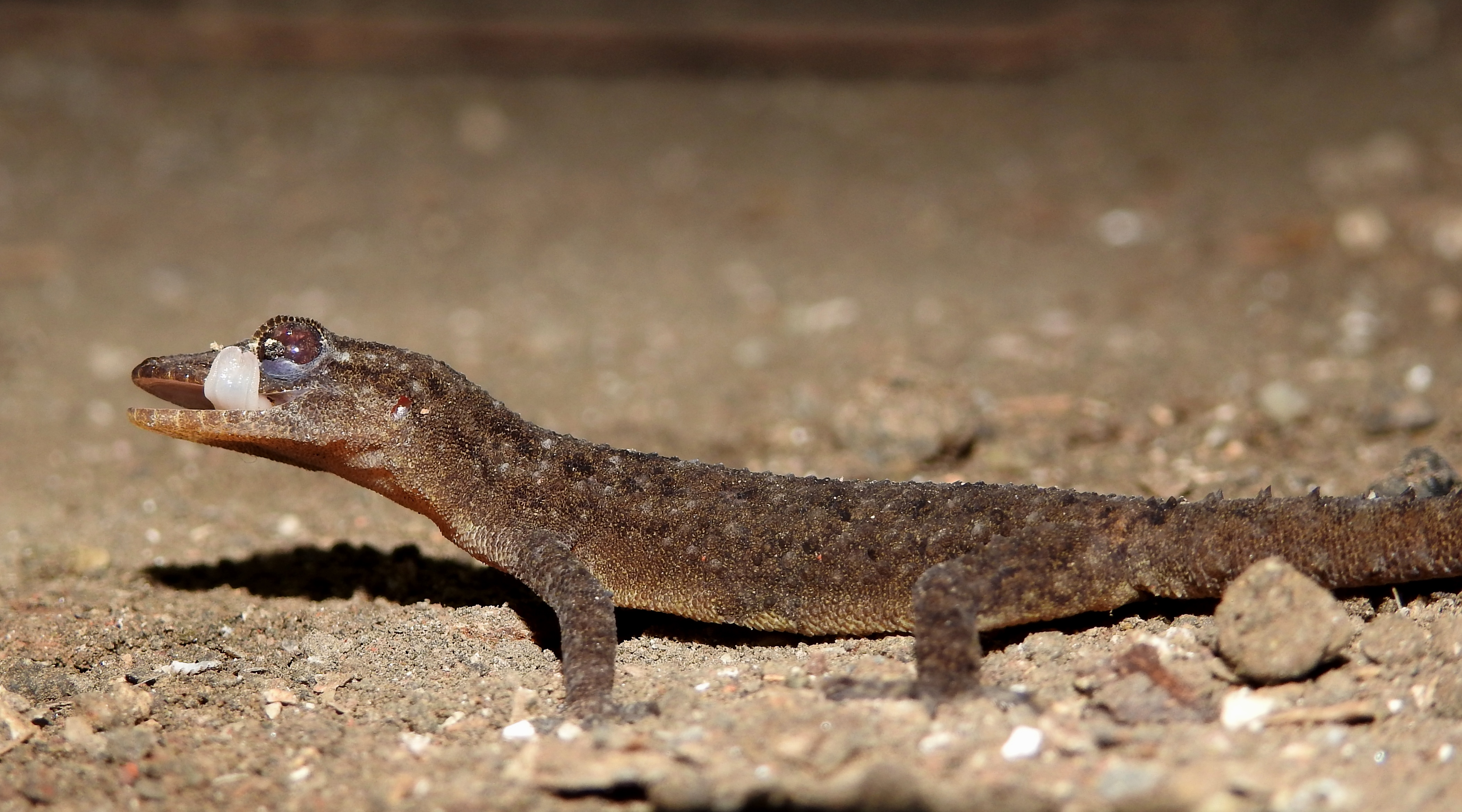
Een exemplaar likt de ogen schoon met de tong.

Brooks tjitjak is 's nachts actief en rust overdag, het is een uitstekende klimmer. Het voedsel bestaat uit kleine ongewervelden zoals insecten en hun larven en kleine spinnen. De vrouwtjes zetten eieren af, dit zijn er steeds twee per keer. De eieren zijn 7 millimeter breed en 9 mm lang.

## Verspreiding en habitat
De habitat bestaat uit droge tropische en subtropische bossen, vochtige tropische en subtropische bossen, zowel in laaglanden als in bergstreken, droge tropische en subtropische scrublands en droge tropische en subtropische graslanden. Ook in door de mens aangepaste streken zoals landelijke tuinen en stedelijke gebieden kan de hagedis worden gevonden. De soort is aangetroffen van zeeniveau tot op een hoogte van ongeveer 1000 meter boven zeeniveau. Brooks huisgekko komt ook weleens in huizen voor, maar is minder afgeplat en aangepast als de veel bekendere tjitjak (Hemidactylus frenatus) en de Europese tjitjak (Hemidactylus turcicus).

## Beschermingsstatus
Door de internationale natuurbeschermingsorganisatie IUCN is de beschermingsstatus 'veilig' toegewezen (Least Concern of LC).